# Андреј Рубљов (филм)
Андреј Рубљов (рус. Андрей Рублёв) јесте совјетски биографски, историјски, драмски филм из 1966. године који је режирао Андреј Тарковски с Андрејем Кончаловским.
Филм је лабаво заснован на животу Андреја Рубљова, руског сликара икона из 15. века. У филму учествују Анатолиј Солоњицин, Николај Гринко, Иван Лапиков, Николај Сергејев, Николај Бурљајев и супруга Тарковског Ирма Рауш.

## Радња
Андреј Рубљов је подељен на осам епизода, са прологом и епилогом који су само у лакој вези са главним филмом. Главни филм приказује живот великог иконописца кроз седам епизода које или паралелно воде његов живот или представљају епизодне прелазе у његовом животу. Позадина је Русија из 15. века, турбулентно раздобље које карактеришу борбе између супарничких принчева и инвазија Татара.

### Пролог
Пролог филма приказује припреме за вожњу балоном. Балон је везан за торањ цркве поред реке, а човек по имену Јефим (Николај Глазков) покушава да лети помоћу запрега ужених испод балона. У самом тренутку његовог покушаја, неука руља стиже са реке и покушава да спречи лет, стављајући ватрени знак у лице једног од људи на земљи помажући Јефиму. Упркос томе, балон је успешно пуштен и Јефим је преплављен и одушевљен погледом одозго и осећајем летења, али недуго затим не може да спречи слетање. Он је први од неколико креативних ликова који представљају одважног ескаписту, чије се наде лако сламају. Након пада, уз језеро се види како се коњ котрља по леђима, симбол живота и један од многих коња у филму.

### Шаљивац (лето 1400)
Андреј (Анатолиј Солоницин), Данил (Николај Гринко) и Кирил (Иван Лапиков) су лутајући монаси и религиозни иконописци, тражећи посао. Њих тројица представљају различите креативне ликове. Андреј је посматрач, хуманиста који у људима тражи добро и жели да надахне, а не да уплаши. Данил је повучен и резигниран, а не толико усмерен на креативност колико на самоостварење. Кирилу недостаје талент за сликара, а ипак тежи постизању истакнутости. Љубоморан је, самоправедан, врло интелигентан и проницљив. Њих троје су управо напустили манастир Андроников, где су живели дужи низ година, кренувши ка Москви. Током јаког кишног туша склониште траже у штали, где групу сељана забавља шаљивџија (Ролан Биков). Шаљивџина, или скоморох, горко је саркастичан непријатељ државе и Цркве, који зарађује за живот својим оштрим и безобразним социјалним коментарима и исмевањем Бољара. Исмева монахе кад уђу и након неког времена Кирил неопажено одлази. Убрзо након тога, група војника стиже да ухапси скомороха, којег изводе напоље, онесвешћују и одводе, такође разбијајући његов музички инструмент. Како је киша престала, Кирил се враћа. Кирил жели да оде, па Андреј буди одмореног Данила. Не знајући шта се догодило шаљивџији, Данил се захваљује сељанима на склоништу. Док ходају, јака киша поново почиње.

### Теофан Грк (1405–1406)
Кирил стиже у радионицу Теофана Грка (Николај Сергејев), истакнутог и признатог мајстора сликара, који ради на новој икони Исуса Христа. Теофан је приказан као сложен лик: етаблирани уметник, хуманистички и богобојазан у својим погледима, а донекле циничан, сматрајући своју уметност више занатом и задатком у разочарању са другим људима. Сви његови млади шегрти су побегли на градски трг, где ће погрешно осуђени злочинац бити мучен и погубљен. Кирил разговара са Теофаном, а уметник, импресиониран монаховим разумевањем и ерудицијом, позива га да ради као његов шегрт на украсу катедрале Благовештења у Москви. Кирил у почетку одбија, али затим прихвата понуду под условом да Теофан лично дође у манастир Андроников и позове Кирила да ради са њим пред свим братством и Андрејем Рубљовим, који је познат по свом иконописању у спољном свету, дивљење које деле Кирил и Теофан.
Убрзо у манастир Андроников, из Москве стиже гласник да затражи помоћ у украшавању катедрале, како је договорено, али уместо Кирила, он предлаже Андреја. И Данил и Кирил узнемирени су признањем које добија Андреј. Данил одбија да прати Андреја и замера му што је прихватио Теофанову понуду не узимајући у обзир своје ближње, али убрзо се каје због своје ћуди и плачно жели Андреју добро кад млађи монах дође да се опрости од свог пријатеља. Кирил је љубоморан на Андреја и у налету беса одлучује да манастир напусти секуларни свет, бацајући оптужбе за похлепу у лице својих монаха, који га такође отпуштају. Кирил се спотакнуо из манастира у снежну природу и прати га пас, али га, у бесу, дивљачки туче штапом и оставља мртвим.

### Страст (1406)
Андреј одлази у Москву са својим младим шегртом Фомом (Михаил Кононов). Шетајући шумом, Андреј и Фома разговарају о Фоминим манама, а посебно о лагању. Фома признаје да је узео мед са пчелињака, након што је Андреј приметио да је његова сутана лепљива и намазао је блато по лицу да би умирио убод пчеле. Иако је Фома талентован за уметника, мање га занима дубље значење његовог дела и више га занимају практични аспекти посла, попут усавршавања његове азурне боје, боје која се у то време често сматрала нестабилном за мешање. У шуми сусрећу Теофана, а стари господар шаље Фома, неимпресиониран његовим односом према уметности. Док одлази, шегрт проналази мртвог лабуда; након што га је боцнуо штапом, диви се његовом крилу и машта о погледу на птичју перспективу.
У шуми, Андреј и Теофан расправљају о религији, док Фома чисти четке слика свог господара. Теофан тврди да је незнање руског народа последица глупости, док Андреј каже да не разуме како може да буде сликар и да одржава такве ставове. Овај одељак садржи Пасионску представу или реконструкцију Христовог распећа на заснеженом обронку брежуљка који се одиграва док Андреј препричава догађаје Христове смрти и изражава своје уверење да су људи који су га разапели поштовали Божију вољу и волели га.

### Празник (1408)
Кампујући током ноћи на обали реке, Андреј и Фома сакупљају огрев за своју путујућу забаву када Андреј чује удаљене звукове прославе даље узводно у шуми. Кренувши у истрагу, наилази на велику групу голих пагана који проводе ритуал упаљене бакље за Купалову ноћ. Андреја заинтригира и узбуђује понашање незнабожаца, али бива ухваћен како шпијунира пар који води љубав, везан за попречни пречник колибе, руку подигнутих у подсмех Исусовом распећу, а ујутру му прети утапање. Жена по имену Марфа (Нели Снегина), обучена само у бунду, прилази Андреју. Након што је објаснила Андреју, који је гледа с предрасудама, да су њени људи прогоњени због својих уверења, она баци капут, пољуби Андреја и затим га одвеже. Андреј побегне и изгуби се у густој шуми, гребе се по лицу. Следећег јутра Андреј се враћа својој групи, са Даниилом који је сада присутан, и док одлазе својим чамцима, група војника се појављује на обали реке јурећи за неколико незнабожаца, укључујући Марфу. Њен љубавник је заробљен, али она успева да побегне пливајући гола у реку, пролазећи поред Андрејевог чамца. Он и његови монаси срамотно скрећу поглед.

### Последњи суд (лето 1408)
Андреј и Данил раде на украшавању цркве у Владимиру. Иако су тамо већ два месеца, зидови су и даље бели и голи. Гласник стиже са вешћу од владике, који је бесан, да каже да имају времена до јесени да заврше посао. На оближњем путу усред поља цвећа, Андреј поверава Данилу да му се задатак гади и да није у стању да наслика тему као што је Страшни суд, јер не жели да престраши људе да се потчине. Долази до закључка да је изгубио лакоћу ума која је уметнику потребна за његов рад. Фома, нестрпљив и желећи да ради, даје оставку и напушта Андрејеву групу да прихвати понуду за осликавање мање престижне цркве.
Резбари у камену и декоратори Андрејеве забаве такође раде на вили Великог принца. Принц је незадовољан обављеним послом и жели да се преправи, више у складу са његовим укусом, али радници већ имају други посао, који је помоћ у постављању виле брата Великог принца, а они одмах одбијају и одлази, након што је огорчено прогласио да ће брат Великог принца имати много лепши дом од њега самог. Док ходају стазом кроз оближњу шуму према дворцу свог клијента, занатлије нападају војници које је послао Велики принц, а очи су им извађене, остављајући их неспособним да се баве својим занатом.
Вративши се у цркву, Андреја згрози вест о нападу на занатлије и бесно баца боју и размазује је по једном од зидова. Сергеј (Владимир Титов), млади шегрт који је неозлеђен избегао напад, чита Данилов глас случајни део Библије у вези са женама. Млада жена Дурочка (Ирма Рауш), чије је име идентификује као свету будалу, или Јуродивија, одлута да се склони од кише и узнемири је призор боје на зиду. Њена немоћ и невиност надахњују Андреја у идеји да наслика гозбу.

### Пљачка (јесен 1408)
Док је Велики принц одсутан у Литванији, његов гладни млађи брат ствара оданост са групом Татара и упада у Владимир. У флешбеку, Велики принц и његов брат присуствују верској служби у цркви, а супарништво и непријатељство између њих је јасно. Инвазија удружених оружаних снага, њихових људи на коњима, резултира великим покољима: град је спаљен, грађани убијени, а жене силоване и убијене. Једна сцена приказује коња који пада са степеништа. Фома, који је усред хаоса, за длаку избегава да га у граду убије руски војник и побегне у оближњу природу, али док прелази реку, војник му пуца у леђа стрелицом и убија. Татари силом улазе у барикадирану цркву, која је сада у потпуности украшена Андрејевим сликама, где се склонила већина грађана. Татари не показују милост и масакрирају људе унутра и пале све осликане дрвене олтарне слике. Андреј, који је такође у цркви, спасава Дурочку од силовања убивши руског војника носећи је секиром уз степениште. Присутан је и гласник бискупа; муче га ватром да би открио где се налази градско злато, што он одбија да учини. Након што је више пута опечен, у уста му се улије течни метал из растопљеног крста и одвуче везан за коња.
После тога су само Андреј и Дурочка остали живи у цркви. Андреј замишља разговор са мртвим Теофаном Грком, жалећи због губитка свог дела и суровости човечанства, док Дурочка растресено плете косу мртве жене. Андреј одлучује да одустане од сликања и заклиње се ћутањем како би искупио своје убиство другог човека.

### Тишина (зима 1412)
Андреј је поново у манастиру Андроников док глад и рат захватају земљу. Више не слика и никада не говори, а Дурочку држи са собом као сапутника у тишини.
У истом манастиру избеглице разговарају о проблемима који муче њихове родне градове, а један човек који се појављује почиње сломљеним гласом о свом бекству из Владимира. Млађи монах га препознаје као одавно одсутног Кирила. Патио је током свог боравка у манастиру и моли оца да му дозволи повратак. Његова жеља се услишава након много молби и почетног одбијања, али му је наложено да препише свете списе 15 пута на покајању. Убрзо се група Татара зауставља код манастира док путује кроз регион, на велику забринутост Андреја и Кирила који су њихову бруталност доживели из прве руке. Дурочка је, међутим, превише простодушан да би разумео или се сетио шта су Татари радили и фасциниран је блиставим напрсником који је носио један од њих. Група се изругује и игра се с њом, али Татар јој се допада, стављајући јој рогати шлем на главу и облачећи је у ћебе, обећавајући да ће је одвести са собом као своју осму и једину Рускињу. Андреј покушава да је спречи да оде, али је она одушевљена даровима Татара и она затим и одјаше са Татарима. Кирил прилази Андреју и разговара с њим први пут од њиховог одласка из манастира, и уверава га да Дурочка неће бити у опасности, јер се повреда свете будале сматра несрећом и великим грехом и да ће је пустити. Андреј и даље не говори, упркос Кирилловом очајничком преклињању, и наставља свој мушки посао носећи велико вруће камење клештима да загреје воду за манастир, али баца камен у снег.

### Звоно (1423–1424)
Ова епизода се односи на Боришку, (Николај Бурљаев), младог сина звонара. Принц је људе послао да претраже Боришкиног оца како би га замолио да избаци бронзано звоно за цркву. Уместо тога, наиђу на Боришку, који им каже да је то подручје опустошила куга и да су његов отац, као и сва његова породица, мртви. Пошто Боришка једино зна за звоно, њега постављају на чело пројекта.
На том месту, Боришка противречи и оспорава инстинкте радника у одабирању места јаме, одабирању одговарајуће глине, изградњи калупа, ложењу пећи и на крају подизању звона. Радници му се убрзо жале да се његов отац другачије односио према њима, а један радник, који одбија његова наређења, бичеван је у казни. Процес израде звона прераста у огроман, скуп подухват са стотинама радника и Боришка доноси неколико ризичних одлука, вођен само својим инстинктима; ускоро, чак и он сумња у будући успех пројекта. Док се пећи отварају и растопљени метал улива у калуп, он приватно тражи помоћ од Бога. Андреј, који је стигао на сцену, ћутке посматра Боришку током молитве, а примећује га и млађи човек.
Током звона, скоморох (шаљивџија) из прве секвенце поново се појављује међу гомилом људи који су дошли да гледају како се звоно подиже и, видевши Андреја, прети да ће га убити замењујући га за Кирила, његовог изобличитеља године. Кирилова импликација човека довела је до тога да је затворен и мучен. Кирил убрзо долази и интервенише у име тихог Андреја, а касније приватно признаје Андреју да се његова грешна завист према његовом таленту распршила након што је чуо да је Андреј напустио сликарство и да је он тај који је осудио скомороха. Кирил тада критикује Андреја што је дозволио да његов богомдани талент за сликање пропадне и моли га да настави да се бави уметношћу, али не добија одговор.
Како се звонари ближе крају, Боришкино самопоуздање полако се претвара у запрепашћену, одвојену неверицу да је наизглед успео у задатку. Радна посада преузима дужину док Боришка неколико пута покушава да пређе у позадину активности. По завршетку звоно се подиже у своју кулу и Велики принц и његова пратња стижу на уводну церемонију пошто звоно благосиља свештеник. Док се звоно спрема, неки италијански амбасадори у краљевској пратњи изражавају сумњу у будући успех његовог звона. Открива се да Боришка и радна посада знају да ће, ако звоно не зазвони, Велики принц све погубити (такође се чује да је Велики принц већ одрубио главу свом брату, оном који је напао Владимир.) Међу гомилом влада тиха, мучна напетост док предрадник полако наговара клапну звона напред-назад. Пан преко склопа открива Дурочку, која води коња, а испред ње дете које је, вероватно, њено, док шета кроз гомилу. У критичном тренутку звоно савршено зазвони и она се насмеши. После церемоније, Андреј проналази Боришку како се срушио на земљу јецајући. Признаје да му отац никада заправо није рекао своју тајну звона. Андреј, импресиониран ефектом успешног звоњења на радосну гомилу, схвата радост коју би његова уметност могла донети. Утеши Боришку, кршећи завет ћутања и говорећи дечаку да заједно треба да наставе свој посао: „Бацићете звона. Сликаћу иконе.“ Андреј тада види Дурочку, дечака и коња како одлазе преко блатњавог поља у даљини. Осми део филма завршава се овом сценом и праћен је епилогом.

### Епилог
Епилог је једини део филма у боји и приказује временски остареле, али и даље живописне детаље неколико стварних икона Андреја Рубљова. Иконе су приказане следећим редоследом: Устоличен Христос, Дванаест апостола, Благовештење, Дванаест апостола, Исус улазећи у Јерусалим, Рођење Христово, Устоличен Христос, Преображење Исусово, Васкрсење Лазарево, Благовештење, Васкрсење Лазарево, Рођење Христово, Тројица, Архангел Михаил, Павле апостол, Откупитељ. Последња сцена прелази с икона и приказује четири коња која стоје поред реке у грмљавини и киши.

## Продукција
Током 1961, док је радио на свом првом играном дугометражном филму Иваново детињство, Тарковски је дао предлог Мосфилму да сними филм о животу највећег руског иконописца Андреја Рубљова. Уговор је потписан 1962. године, а први тритмент је одобрен у децембру 1963. године. Тарковски и косценариста Андреј Кончаловски радили су више од две године на сценарију, проучавајући средњовековне списе и хронике и књиге о средњовековној историји и уметности. У априлу 1964. сценарио је одобрен и Тарковски је почео да ради на филму. У исто време, сценарио је објављен у утицајном филмском часопису Искусство Кино, и о њему се нашироко расправља међу историчарима, филмским критичарима и обичним читаоцима. Дискусија о Андреју Рубљову била је усредсређена на друштвено-политичке и историјске, а не уметничке аспекте филма.
Према Тарковском, првобитну идеју за филм о животу Андреја Рубљова имао је филмски глумац Василиј Ливанов. Ливанов је предложио да напише сценарио заједно са Тарковским и Кончаловским док су шетали шумом на периферији Москве. Такође је напоменуо да би волео да игра Андреја Рубљова. Тарковски није намеравао да филм буде историјски или биографски филм о Андреју Рубљову. Уместо тога, мотивисала га је идеја да покаже везу између личности креативног лика и времена кроз које он живи. Желео је да покаже сазревање уметника и развој његовог талента. Одабрао је Андреја Рубљова због значаја у историји руске културе.

### Кастинг
Тарковски је ангажовао Анатолија Солоњицина за улогу Андреја Рубљова. У то време Солоњицин је био непознати глумац активан у позоришту у Свердловску. Према Тарковском, сви су имали различиту слику о историјској личности Андреја Рубљова, тако да је бирање непознатог глумца који не би подсећао гледаоце на друге улоге био за њега најбољи приступ. Солоњицин, који је прочитао сценарио у филмском часопису Искусство Кино, био је крајње одушевљен улогом, отпутовао је у Москву о свом трошку да се састане са Тарковским и чак је изјавио да нико не може боље да одигра ову улогу од њега. Исто је осећао и Тарковски, рекавши да ми се „са Солоњицином једноставно посрећило“. За улогу Андреја Рубљова захтевао је „лице са великом изражајном снагом у коме се видело демонско једноумље“. За Тарковског је Солоњицин имао прави физички изглед и таленат за приказивање сложених психолошких процеса. Солоницин ће наставити да ради са редитељем, појављујући се у Соларису, Огледалу и Сталкеру, као и у насловној улози у позоришној представи Тарковског Хамлета из 1976. у московском Ленком театру. Пре смрти од рака 1982. године, Солоњицин је такође требало да игра главног јунака Андреја Горчакова у Тарковсковој италијанско-руској копродукцији Носталгија из 1983. као и да глуми у пројекту под називом Вештица који ће Тарковски значајно изменити у својој финалној продукцији и завршити под новим називом Жртва.

### Снимање
Према Џонсону, снимање је почело тек у априлу 1965., годину дана након одобрења сценарија. Ј. Хоберман је у филмском есеју за издање Criterion collection навео нешто ранији датум почетка снимања у септембру 1964. године. Почетни буџет је био 1,6 милиона рубаља, али је неколико пута смањен на милион рубаља (Ради поређења, „ Рат и мир“ Сергеја Бондарчука имао је буџет од осам и по милиона рубаља). Као резултат буџетских ограничења, неколико сцена из сценарија је исечено, укључујући почетну сцену која приказује Куликовску битку. Остале сцене које су исечене из сценарија су сцена лова, где млађи брат великог кнеза лови лабудове, и сцена која приказује сељаке како помажу Дурочки да роди руско-татарско дете. На крају је филм коштао 1,3 милиона рубаља, са прекорачењем трошкова због обилних снежних падавина, које су пореметиле снимање од новембра 1965. до априла 1966. године. Филм је сниман на локацији, на реци Нерл и местима Владимир / Суздаљ, Псков, Изборск и Печори.
Тарковски је изабрао да сними епилог и главни део филм црно-бело, док је неке од Рубљовљевих икона приказао у боји. У интервјуу је свој избор мотивисао тврдњом да се у свакодневном животу свесно не примећују боје  Сходно томе, Рубљовљев живот је црно-бео, а његова уметност у боји. Тако је филм могао да изрази сузависност уметникове уметности и његовог личног живота. У интервјуу из 1969. Тарковски је изјавио да је летећи човек у прологу „симбол смелости, у смислу да стварање захтева од човека потпуну понуду свог бића. Било да неко жели да лети пре него што је то постало могуће, или да баци звоно а да то није научио, или да наслика икону – сви ови поступци захтевају да, за цену свог стварања, човек умре, да се раствори у свом раду., дај себе у потпуности.“
Секвенца у боји која приказује Рубљовљеве иконе почиње приказивањем само одабраних детаља, а врхунац је у најпознатијој Рубљовљевој икони Тројство. Један од разлога за уврштавање завршног дела у филму у боји био је, према Тарковском, да се гледалац мало одмори и да му се омогући да се одвоји од Рубљовљевог живота и да размисли. Филм се коначно завршава сликом коња на реци на киши. За Тарковског коњи су симболизовали живот, а укључивање коња у последњу сцену (и у многе друге сцене у филму) значило је да је живот био извор целокупне Рубљовљеве уметности.

### Монтажа
Прва верзија филма била је позната као Страст по Андреју (рус. Страсти по Андрею, Страсти по Андриеиу), иако овај наслов није коришћен за коначну верзију филма. Прва верзија филма био је дужа од 195 минута. пре него што је измонтиран до објављене дужине. Прва верзија филма је завршен у јулу 1966. Госкино је захтевао скраћење филма, наводећи као разлоге за свој став: дужину филма, негативност, насиље и голотињу. Након што је Тарковски довршио ову прву верзију, прошло је пет година пре него што је филм био широко објављен у Совјетском Савезу. Захтеви министарства за скраћивањем прво су резултовали верзијом од 190 минута. Упркос примедбама Тарковског које је изнео у писму Алексеју Романову, председнику Госкина, министарство је захтевало даље скраћивање, а Тарковски је скратио филм на 186 минута.
Роберт Бирд је у упоредној анализи прве верзија филма са коначном верзијом сумирао процес монтаже наводећи:
„Најупадљивији резови били су најсликовитији кадрови извађених очију клесара, запаљене краве и убадања коња копљем. Четири ембедоване сцене флешбекова или фантазија су такође потпуно исечене: Фомина фантазија о лету у другој епизоди, Андрејево сећање на три монаха испод храста натопљеног кишом у четвртој епизоди, фантазија млађег принца о понижавању великог војводе у петој епизоди, и Борискино сећање на оснивање звоника у седмој епизоди. Све у свему, избројао сам тридесет шест кадрова који су потпуно избрисани у 185-минутној верзији Андреја Рубљова, и око осамдесет пет који су били знатно скраћени, укључујући девет веома дугих кадрова који су подељени на два или више делова. Укупан број кадрова је пао са 403 на 390, са просечном дужином кадра са 31 на 28. Једина секвенца која је остала непромењена био је Епилог у боји.“

### Прикази насиља
Неколико сцена у филму приказује насиље, мучење и окрутност према животињама, што је изазвало контроверзу у време приказивања. Већина таквих сцена дешава се током дела филма о Владимировој пљачки, укључујући и једну која приказује заслепљивање и мучење монаха. Сцене са окрутности према животињама биле су углавном симулиране. На пример, током татарског напада запаљена је крава. У стварности, крава је имала капут прекривен азбестом и није била физички повређена; међутим, једна сцена приказује стварну смрт коња. Коњ пада са степеница и онда га убоде копље. Да би снимио овај кадар, Тарковски је повредио коња пуцајући му у врат, а затим га гурнуо са степеница, због чега је животиња посустала и пала низ степенице. Одатле, камера прелази са коња на неке војнике са леве стране, а затим се враћа назад десно на коња, и видимо како се коњ бори да се ослони јер је пао на леђа пре него што га је убо копље. Животиња је потом упуцана у главу из камере. Ово је учињено како би се избегла могућност да се повреди оно што се сматрало мање потрошним, високо цењеним каскадерским коњем. Коњ је доведен из кланице, убијен на снимању, а затим враћен у кланицу за комерцијалну потрошњу. У интервјуу за Литературное обозрение из 1967. године, интервјуер Александар Липков сугерисао је Тарковском да је „окрутност у филму приказана управо да би шокирала и запањила гледаоце. А ово их може чак и одбити." У покушају да умањи окрутност, Тарковски је одговорио: „Не, не слажем се. Ово не омета перцепцију гледалаца. Штавише, све смо то радили прилично осетљиво. Могу да наведем филмове који приказују много окрутније ствари, у поређењу са којима наш изгледа прилично скромно.“

### Приказивање и цензура
Филм је премијерно приказан пројекцијом у Дому Кину у Москви 1966. године. Реакција публике била је одушевљење, упркос неким критикама на рачун натуралистичког приказа насиља у филму. Ипак, филм није успео да добије одобрење за дистрибуцију совјетских цензора; Централни комитет Комунистичке партије написао је у својој рецензији да „идеолошка погрешност филма не подлеже сумњи“. Андреј Рубљов је оптужен да је „антиисторијски“ јер није успео да прикаже контекст живота свог хероја: брзи развој великих градова и борбу против Монгола. У фебруару 1967. Тарковски и Алексеј Романов су се жалили да филм још није одобрен за ширу дистрибуцију, али су одбили да исеку додатне сцене из филма.
Андреј Рубљов је 1967. је био планиран за приказивање на Канском филмском фестивалу у оквиру планиране ретроспективе совјетског филма поводом 50. годишњице Октобарске револуције. Званичан одговор био је да филм још није завршен и да се не може приказати на филмском фестивалу. Други позив упутили су организатори Канског филмског фестивала 1969. године. Совјетски званичници су прихватили позив, али су дозволили да се филм прикаже на фестивалу само ван конкуренције, а приказан је само једном у 4 сата ујутру последњег дана фестивала. Реакција публике је ипак била одушевљена, а филм је освојио награду ФИПРЕСЦИ. Совјетски званичници су покушали да спрече званично објављивање филма у Француској и другим земљама, али нису били успешни пошто је француски дистрибутер легално стекао дистрибутерска права 1969.
У Совјетском Савезу, утицајни поштоваоци дела Тарковског — укључујући филмског редитеља Григорија Козинцева, композитора Дмитрија Шостаковича и Јевгенија Суркова, уредника Искусство Кино почели су да врше притисак са циљем да отпочне дистрибуција филма. Тарковски и његова друга супруга Лариса Тарковскаја писали су писма другим утицајним личностима у знак подршке објављивању филма, а Лариса Тарковскаја је чак ишла са филмом код Алексеја Косигина, тадашњег премијера Совјетског Савеза.
Упркос одбијању Тарковског да направи даље скраћивање филма, Андреј Рубљов је коначно пуштен 24. децембра 1971. у 186-минутној верзији из 1966. године. Филм је објављен у 277 копија и продато јњ 2,98 милион карата. Када је филм изашао, Тарковски је у свом дневнику приметио да се у целом граду није могао видети ни један постер за филм, али да су све пројекције распродате.

### Коначна верзија
Упркос томе што су скраћивања настала због захтева Госкина, Тарковски је на крају подржао 186-минутну верзију филма у односу на оригиналну верзију од 205 минута:
Нико није скраћивао било шта у Андреј Рубљову. Нико осим мене. Сам сам направио неке резове. У првој верзији филм је трајао 3 сата и 20 минута. У другом — 3 сата 15 минута. Коначну верзију сам скратио на 3 сата и 6 минута. Уверен сам да је најновија верзија најбоља, најуспешнија. И исекао сам само одређене предугачке сцене. Гледалац чак и не примећује одсуство сцена. Резови ни на који начин нису променили ни тему ни оно што нам је било важно у филму. Другим речима, уклонили смо предуге сцене које нису имале никакав значај. Скратили смо поједине сцене бруталности да бисмо изазвали психолошки шок код гледалаца, супротно обичном непријатном утиску који би само уништио нашу намеру. Сви моји пријатељи и колеге који су ме током дугих дискусија саветовали да направим те резове на крају су били у праву. Требало ми је времена да то схватим. У почетку сам стекао утисак да покушавају да притисну моју креативну индивидуалност. Касније сам схватио да ова коначна верзија филма и више него испуњава моје захтеве. И уопште не жалим што је филм скраћен на садашњу дужину.
Оригиналну верзију филма из 1966. под називом Страст према Андреју објавио је The Criterion Collection 2018. године и објављен је у ДВД и Блу-Реј формату.

### Неовлашћена совјетска телевизијска верзија
Године 1973. филм је приказан на совјетској телевизији у верзији трајања 101 минут, коју Тарковски није одобрио. Значајне сцене које су исечене из ове верзије биле су напад Татара и сцена која приказује голе пагане. Епилог који приказује детаље икона Андреја Рубљова био је црно-бели, пошто Совјетски Савез још није био у потпуности прешао на ТВ у боји. Године 1987, када је Андреј Рубљов поново приказан на совјетској телевизији, епилог је поново био црно-бели, упркос томе што је Совјетски Савез потпуно прешао на ТВ у боји. Још једна разлика у односу на оригиналну верзију филма била је укључивање кратке белешке са објашњењем на почетку филма, која детаљно описује живот Андреја Рубљова и историјску позадину. Када је филм пуштен у продају у САД и другим земљама 1973. године, дистрибутер Columbia Pictures га је скратио за додатних 20 минута, чинећи филм несувислим нередом у очима многих критичара и доводећи до негативних критика.

### Скорсезеова употреба прве верзије
Средином 1990-их, Criterion Collection је издао прву верзију Андреја Рубљова од 205 минута на LaserDisc -у, коју је Criterion поново издао на ДВД-у 1999. (компанија рекламира ову верзију као „редитељску верзију“ упркос томе што је Тарковски изјавио да преферира 186-минутна верзија). Према речима сестре Тарковског, Марине Тарковске, једна од монтажерки филма, Људмила Фејгинова, тајно је чувала отисак 205-минутног реза испод свог кревета. Продуцент пројекта Criterion је навео да је дигитални формат дуже верзије филма настао на основу копије коју је режисер Мартин Скорсезе набавио током посете Русији. Године 2016, Блу-реј верзија филма од 186 минута коју преферира Тарковски, објављена је у Уједињеном Краљевству. Criterion је објавио и први и последњи део филма на ДВД-у и Блу-реј формату септембру 2018.

## Пријем
Филм је освојио неколико награда. Године 1969. године филм је приказан на Канском фестивалу. Због притиска совјетских званичника, могао је да буде приказан само ван конкуренције, па стога није имао право на такмичење за Златну палму или Гран при. Ипак, освојио је награду међународне филмске критике ФИПРЕСЦИ. Андреј Рубљов је освојио награду критике Француског синдиката кинематографских критичара 1971, а 1973. награду Јуси за најбољи страни филм.
Андреј Рубљов има оцену одобравања од 95% на веб локацији агрегатора рецензија Rotten Tomatoes, на основу 42 рецензије, и просечну оцену од 8,92/10.
Ј. Хоберман, филмски критичар за The Village Voice, сумирао је рану рецепцију филма у белешкама о филму укљученим на ДВД издање филма Criterion наводећи: „Две године касније (1973), Рубљов се појавио на Њујорк филму Фестивал, филм је за још 20 минута скратио амерички дистрибутер, Columbia Pictures. Часопис Тајм упоредио је филм неповољно са Др Живагом;  њујоршки рецензенти тражили су објашњења за очигледно скраћење филма.“

## Наслеђе
Филм је 2010. године рангиран на 87. месту листе часописа Empire „The 100 Best Films Of World Cinema“.
Филм се помиње у два филма Тарковског која су уследила после овог. Први пут се помиње у Соларису, направљеном 1972. године, тако што је икона Андреја Рубљова постављена у собу главног лика. Потом се помиње постером филма који је окачен на зиду Огледала, направљен 1975. године.
Ватикан је 1995. ставио Андреја Рубљова на своју листу од 45 „великих филмова“ The Village Voice је поставио филм на 112. место на листи 250 најбољих филмова века 1999. године, на основу анкете критичара.
Рубљов је изгласан за 77. место на листи „100 најбољих филмова“ угледног француског часописа Cahiers du cinéma 2008. Године 2010. Андреј Рубљов је био на другом месту на британској новинској серији „Највећих филмова свих времена“ по избору критичара The Guardian и The Observer. Такође 2010. године, филм је био на врху листе 25 најбољих уметничких филмова свих времена листа The Guardian.
Такође 2010. Међународни филмски фестивал у Торонту објавио је своју листу „100 главних“ филмова на којој је Андреј Рубљов такође заузео 87. место.
Године 2011. редитељка Џоана Хог навела га је као филм који јој је променио живот. У анкети Sight & Sound из 2012. године, рангиран је као 26. најбољи филм икада снимљен у анкети критичара и 13. у анкети режисера. У ранијој верзији листе из 2002. филм је био на 35. месту међу критичарима и на 24. међу редитељима. У анкети критичара истог часописа био је на 11. и 24. месту 1982. и 1992. године. Филм се 2018. године нашао на 40. месту Би-Би-Сијеве листе 100 највећих филмова на страном језику, према гласовима 209 филмских критичара из 43 земље.